# Egegik
Egegik – miasto w Stanach Zjednoczonych, w stanie Alaska, w okręgu Lake and Peninsula. W miejscowości ma siedzibę prawosławna parafia Przemienienia Pańskiego.